# Vuelo 004 de Lauda Air
El Vuelo 004 de Lauda Air fue un viaje internacional de pasajeros de un Boeing 767 que se accidentó en Tailandia debido a la activación del inversor de empuje en uno de sus motores en pleno vuelo, no hubo sobrevivientes. Entre los 223 fallecidos —213 pasajeros y 10 tripulantes— se encontraba Donald McIntosh, un oficial británico de la ONU de la lucha antidrogas que estaba destacado en Bangkok. Los primeros rumores periodísticos apuntaban a un atentado con bomba para asesinarlo, aunque esto fue posteriormente desmentido por la ONU.
Finalmente se descubrió que el inversor de empuje del motor n.º 1 (el de la izquierda) del Boeing 767-300ER sufrió un cortocircuito y se activó en pleno vuelo haciendo perder el control del aeroplano a los pilotos, que no lograron recuperar el control. El avión en su caída debido a la velocidad se desintegró en pleno vuelo. 
Fue el incidente de aviación más mortífero que involucró a un Boeing 767 en ese momento y el accidente de aviación más mortífero en la historia de Tailandia. El accidente marcó el primer incidente fatal del tipo de aeronave y la tercera pérdida del casco. Lauda Air había sido fundada y dirigida por el campeón mundial de carreras de Fórmula 1, Niki Lauda, quien participó personalmente en la investigación del accidente.

## Historia del vuelo

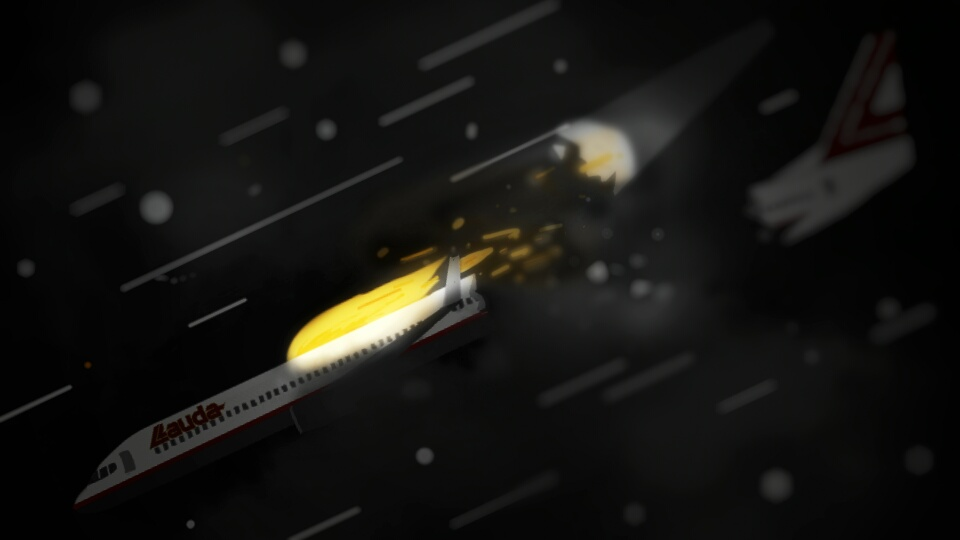
Imagen que recrea la desintegración del avión mientras caía.

El 26 de mayo de 1991, a las 23:02 hora local, el vuelo NG004 (procedente del Aeropuerto Kai Tak de Hong Kong), un Boeing 767 registrado OE-LAV, de nombre «Mozart», despegó del antiguo aeropuerto internacional de Bangkok (Aeropuerto Internacional Don Mueang), para volar con destino a Viena con 213 pasajeros y 10 tripulantes, bajo el mando del capitán Thomas J. Welch (estadounidense) y el primer oficial Josef Thurner (austríaco).
A las 23:08, Welch y Thurner percibieron un código de advertencia que indicaba que una falla del sistema podría provocar que el empuje inverso se activara en vuelo. Tras consultar el manual de referencia de la aeronave, determinaron que era «solo un aviso» y no tomaron ninguna medida.
A las 23:17 se activó el inversor del motor número uno mientras el avión sobrevolaba una zona de jungla montañosa en el límite entre las provincias de Suphanburi y Uthai Thani en Tailandia. La última grabación de Thurner fue «¡Oh, desplegado el inversor!».
El 767 se inclinó abruptamente a la izquierda, entró en pérdida y comenzó una caída descontrolada e invertida hacia el suelo que finalizó cuando se desintegró a 4000 pies (1200 metros) al superar la barrera del sonido. La mayoría de los restos fueron esparcidos en un área de bosque remoto de aproximadamente 1 km², a una altitud de 600 m sobre el nivel del mar, en lo que hoy es el Parque Nacional Phu Toei. El sitio de los restos es de aproximadamente tres millas náuticas al noreste de Phu Toey, Distrito Dan Chang, Suphanburi. Los excursionistas llegaron al lugar del accidente y tomaron imágenes de los restos.
No sobrevivió ninguno de los 223 pasajeros y tripulación. Fue el primer accidente mortal de un Boeing 767. El accidente sigue siendo el desastre de aviación más mortífero en suelo tailandés hasta la fecha, y el más mortífero de un 767. Los equipos de rescate hallaron el cuerpo del capitán todavía en su asiento. Después del accidente, algunos curiosos tomaron aparatos electrónicos y joyas. Alrededor de una cuarta parte de la capacidad de carga de la aerolínea desapareció como consecuencia del accidente.

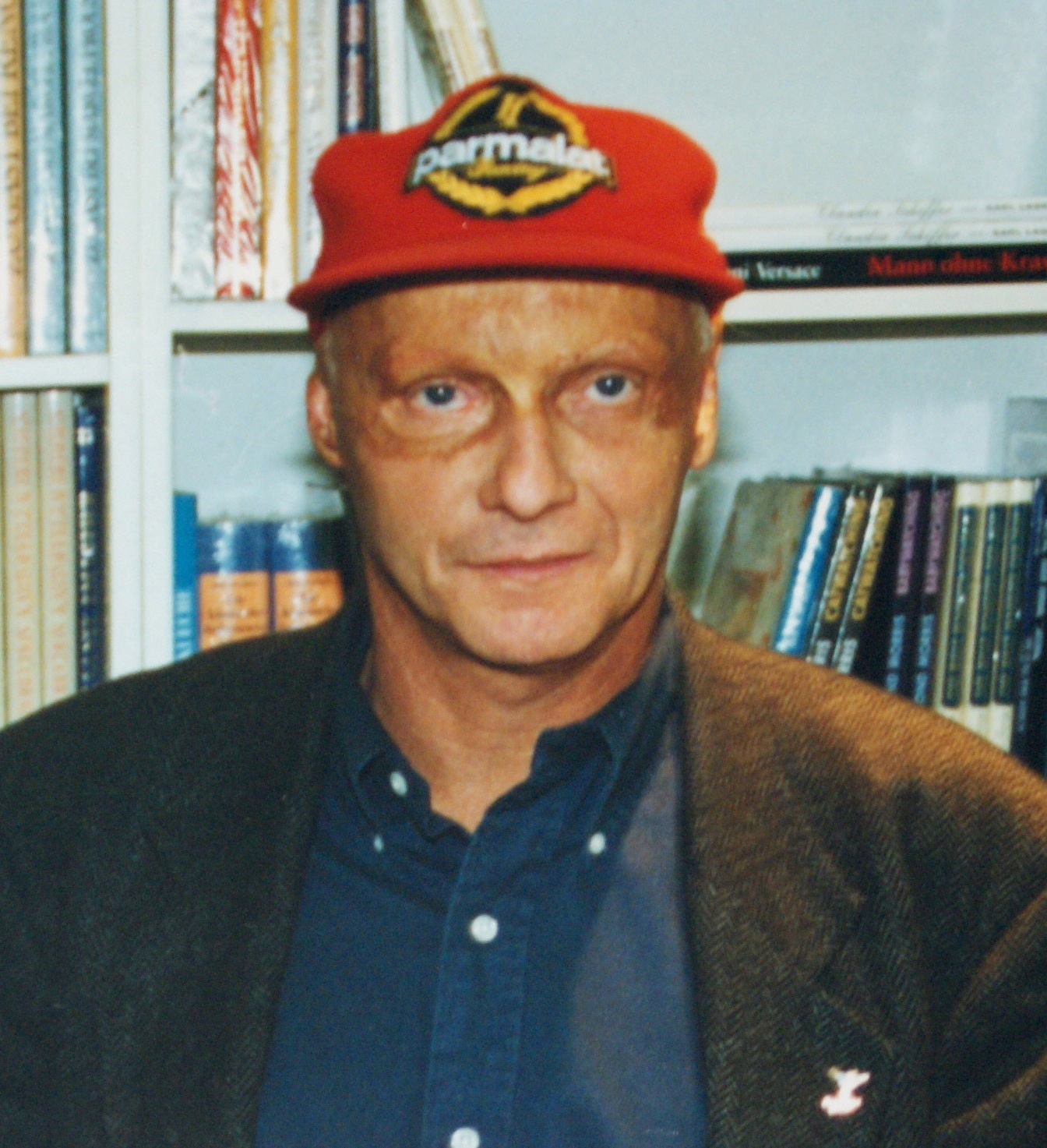
Niki Lauda en 1996.

Al enterarse del accidente, Niki Lauda, piloto retirado de Fórmula 1 y dueño de la compañía aérea, viajó a Tailandia. Examinó los restos y llegó a la conclusión de que el fragmento más grande tenía unos 5 metros (16 pies) por 2 metros (6,6 pies), «aproximadamente la mitad del tamaño de la pieza más grande en el atentado de Lockerbie». Como la evidencia comenzó a apuntar hacia los inversores de empuje como la causa del accidente, realizó vuelos en simulador en el aeropuerto de Gatwick que parecían mostrar que el despliegue de un inversor de empuje era un incidente de supervivencia. Lauda dijo que el inversor de empuje no pudo ser la única causa del accidente. El informe del accidente dijo que «los simuladores de vuelo de entrenamiento de la tripulación dieron resultados erróneos» y afirmó que la recuperación de la pérdida de sustentación por el empuje inverso «era incontrolable para una tripulación de vuelo inexperta». El incidente llevó a que Boeing modificara el sistema de inversión de empuje añadiendo un mecanismo que bloquea la activación de los reversores si el tren de aterrizaje no esta desplegado.
El escritor de aviación Job MacArthur señaló que, «teniendo Boeing 767 una versión anterior del tipo, equipados con motores controlados mecánica y no electrónicamente, ese accidente no podría haber ocurrido».
En el lugar del accidente, que es accesible a los visitantes del parque nacional, se erigió un santuario para conmemorar a las víctimas. Otro monumento conmemorativo y el cementerio se encuentran cerca de Ban Tha Sadet, a unos 90 km, en Amphoe Mueang Suphanburi.

## Pasajeros

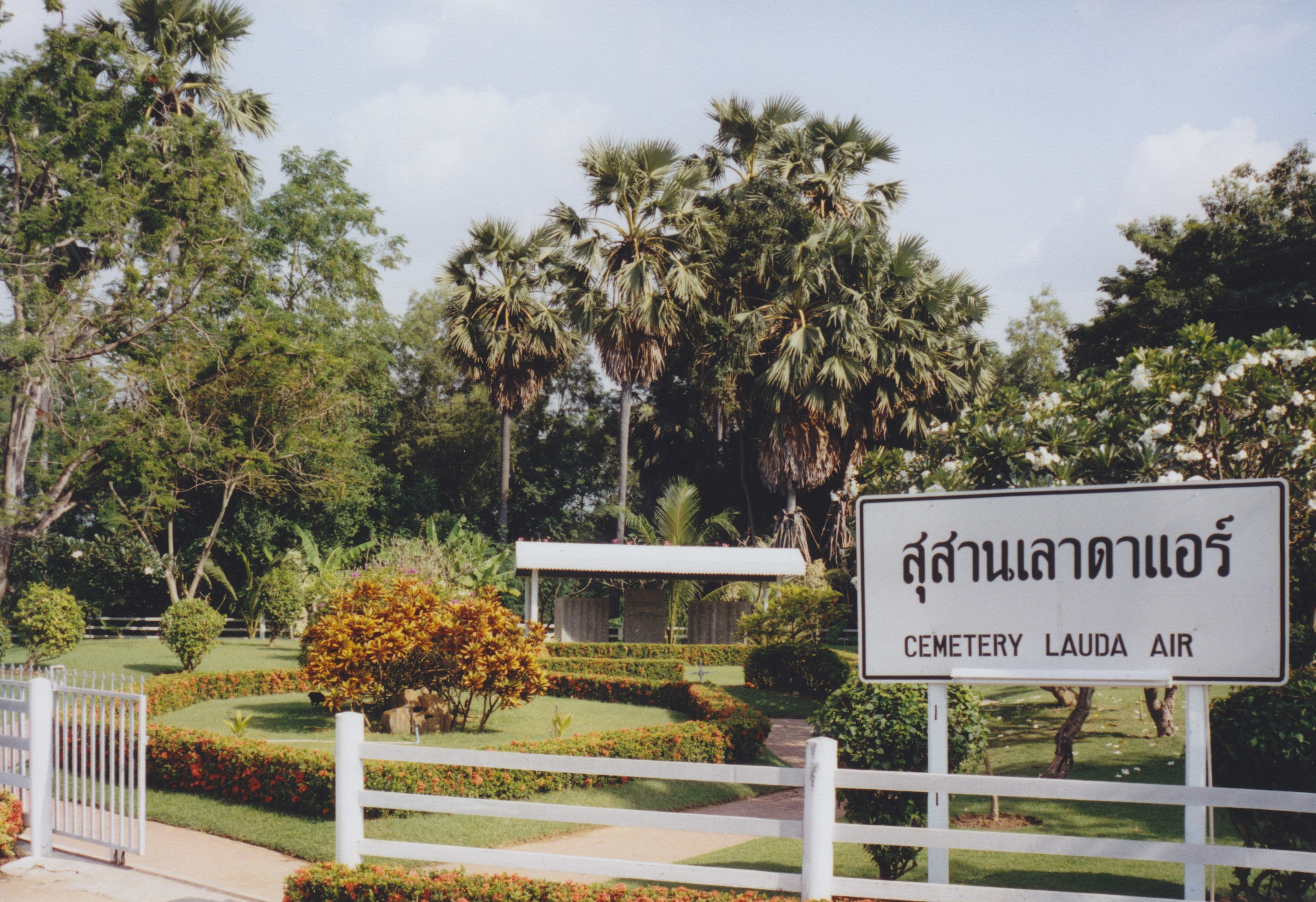
Monumento conmemorativo a los fallecidos del vuelo 004 de Lauda Air.

Había 18 nacionalidades. Había 83 austríacos entre pasajeros y tripulación. De los pasajeros, 125 habían embarcado en Hong Kong, mientras que el resto subió en Bangkok.
Entre los pasajeros se encontraba Donald McIntosh, británico de 43 años de edad, funcionario de alto rango de las Naciones Unidas, oficial de la lucha contra la droga radicado en Bangkok. Su muerte causó que los periódicos austríacos publicaran especulaciones iniciales indicando que el avión había sufrido un atentado con bomba para matarlo. Un portavoz de la ONU dijo que no estaba en una misión secreta y no podría haber sido blanco de un asesinato. Esta historia es dudosa teniendo en cuenta el papel de McIntosh, independientemente de cualquier "misión secreta", y la presencia de otro activista antidroga en el vuelo, el Dr. Pairat Decharin, gobernador de la provincia de Chiang Mai, quien viajaba con su esposa.

## Filmografía
El accidente se relató en el segundo episodio de la decimocuarta temporada de Mayday: Catástrofes aéreas titulado Niki Lauda: Tragedia en el Aire.